# 11400 Raša
11400 Raša eller 1999 AT21 är en asteroid i huvudbältet som upptäcktes den 15 januari 1999 av den kroatiska astronomen Korado Korlević vid Višnjan-observatoriet. Den är uppkallad efter den kroatiska floden Raša.
Asteroiden har en diameter på ungefär 2 kilometer.